# La soledat del corredor de fons

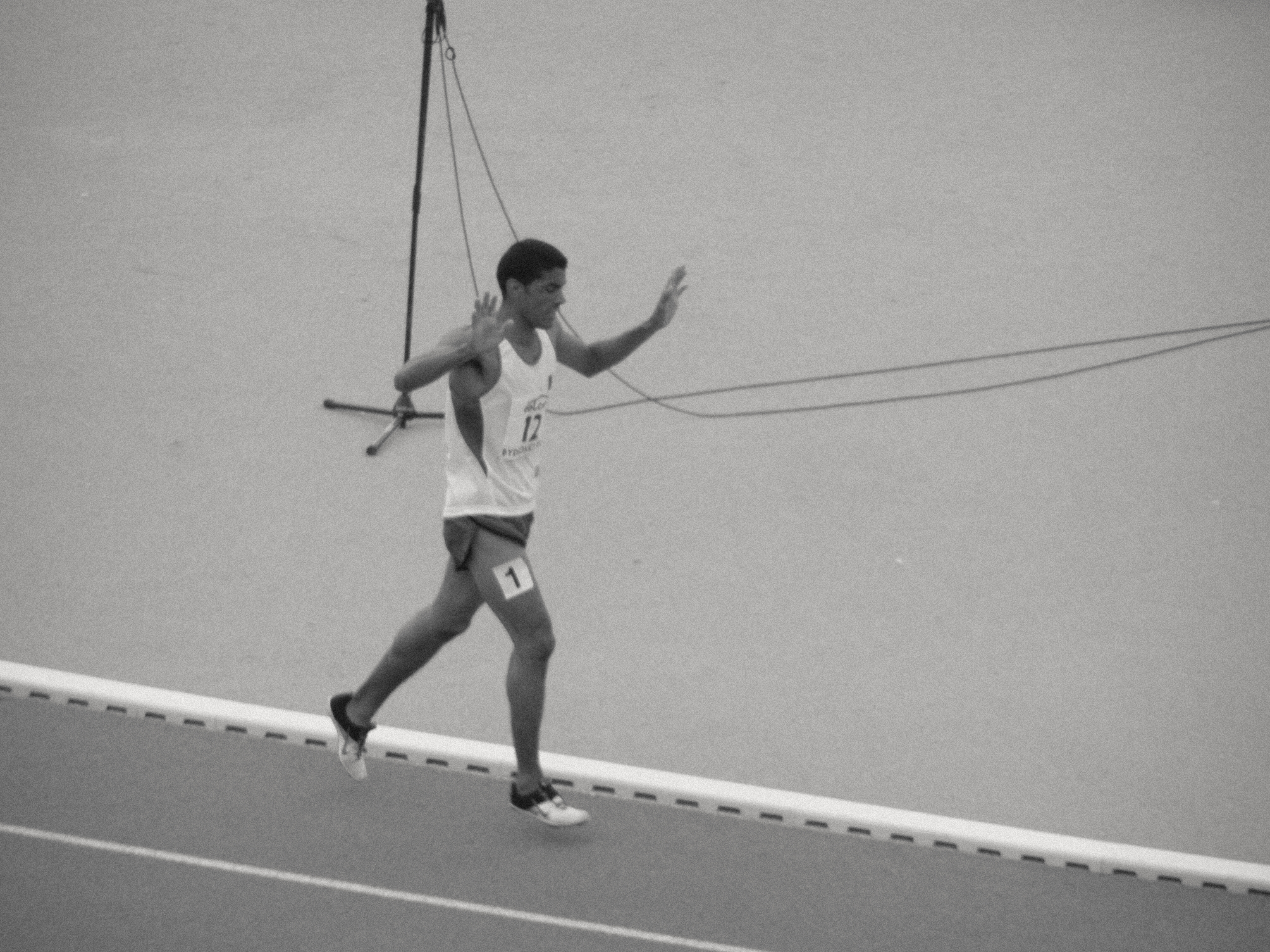
Soledat del corredor

 La soledat del corredor de fons  (original: The Loneliness of the Long Distance Runner) és una pel·lícula britànica dirigida per Tony Richardson, estrenada el 1962. Ha estat doblada al català.

## Argument
Colin Smith és un jove rebel, que, de resultes d'un robatori comès en una botiga, ingressa en un centre d'educació vigilada. Practicant les curses de fons, s'evadeix en somnis durant les seves carreres solitàries. Guanya notorietat a l'establiment gràcies a les seves carreres i pren el partit de seguir les ambicions de Ruxton Towers, el director del centre…

## Temes i context
- Aquesta pel·lícula és una adaptació de la novel·la d'Alan Sillitoe La soledat del corredor de fons.
- El títol de la pel·lícula podria agafar el nom de la síndrome de «la solitud del corredor de fons»: el nen o l'adult negant-se deliberadament a aconseguir-ho perquè pensa, equivocadament o amb raó (a la pel·lícula, és amb tota la raó), que el seu èxit farà el joc als que l'han oprimit. Aconseguir-ho seria doncs trair el seu medi d'origen i, fins i tot si el fracàs l'ha de consagrar a una vida penosa, és la solució que escollirà. Es veu freqüentment amb els joves procedents de medis desfavorits que, amb un cert sadomasoquisme, semblen fer-ne glòria dels seus fracassos parant-se just en el moment de tocar la línia d'arribada. Creuen que aconseguir-ho seria com trencar «amb els seus», els que estimen, com si els menyspreessin, ells que no han aconseguit i se sacrifiquen en senyal de lleialtat. Una imatge trasbalsadora de la pel·lícula: la del jove que es nega a avançar, els braços en l'aire com un ocell que aterrit…

## Rebuda de la crítica
- Jean-Louis Bory:[4]

| « | El bonic títol. Com tots els títols bonics, compleix en principi amb la seva harmonia pròpia. Satisfacció per l'«encant» poètic. Després venen les interpretacions. Són almenys dues com per a tota poesia. La primera sobre les aparences, de la realitat pura i simple: es tracta en efecte d'un corredor de fons que, al llarg de la seva carrera esgotadora, es troba sol, lliurat als seus únics recursos físics i morals. […] en un segon nivell, en l'aspecte del símbol: al llarg de la seva vida, assimilada a una prova esportiva, tot home és aquest corredor solitari, sobretot quan ha escollit la revolta. Tota la pel·lícula de Richardson es construeix sobre l'estret enllaç de dues continuacions d'escenes d'acord amb aquesta doble interpretació… L'èxit d'aquesta pel·lícula té molt a veure amb la sorprenent presència de Tom Courtenay. D'un físic més aviat ingrat - que evoca l'ocell caigut del niu- actua amb una sorprenent varietat… Excel·lent banda sonora on la musica, lluny de acoblar-se amb la imatge, actua en contrast estrident o indica el sentiment suggerit pel moviment de la càmera (jazz, per exemple, per subratllar l'alegria o la paròdia); habilitat del muntatge empeltant l'una sobre l'altre les dues imatges d'una manera despullada… Però la càmera treballa per suggerir pel seu moviment els moviments sobre els quals la història es desenvolupa…. | » |

## Repartiment
- Tom Courtenay: Colin Smith
- Michael Redgrave: Ruxton Towers, el director del centre
- Alec Mccowen: Brown, el majordom
- James Fox: Gunthorpe, el corredor de l'escola Ranley
- Frank Finlay: l'empleat de les reserves
- Avis Bunnage: Madame Smith
- James Bolam: Mike
- Joe Robinson: Roach
- Dervis Ward: el detectiu
- Topsy Jane: Audrey
- Julia Foster: Gladys
- John Brooking: Green
- John Bull: Ronalds
- James Cairncross: Sr. Jones
- Peter Duguid: el doctor
- Ray Austin: Craig

## Premis i nominacions

### Premis
- 1963. BAFTA al millor actor novell per Tom Courtenay
- 1963. Festival Internacional de Cine de Mar del Plata (Argentina), Premi al millor actor per a Tom Courtenay